# 涅瑞伊得斯紀念碑
涅瑞伊得斯紀念碑（英語：Nereid Monument），又稱海之女神廟，是一座原坐落於土耳其安塔利亞省费特希耶附近的克桑托斯（當時屬於阿契美尼德帝国）的雕刻陵墓。它採用了古希臘廟宇的形式，建於公元前四世紀早期（大約公元前390年左右），是吕基亚地區的統治者阿爾比納斯（吕基亚语：Erbbina或Erbinna）所建，他在阿契美尼德帝國統治下統治了呂西亞。
據悉，這座陵墓一直存在到拜占庭時代，然後逐漸廢棄。在19世紀40年代初，英國旅行家查爾斯·費羅斯重新發現了這些廢墟。費羅斯將其中的一些部分帶回大英博物館，部分廢墟被重建，以展示尼瑞德紀念碑東立面的可能原貌。
根據梅蘭妮·米凱利迪斯（Melanie Michailidis）的說法，儘管外觀帶有「希臘風格」，但是尼瑞德紀念碑、鷂鷹之墓和佩亞瓦之墓都根據主要的祆教標準建造，即「由厚重的石塊構成，豎立在離地面較高的基座上，並包含單一無窗的房間」。此外，尼瑞德紀念碑是著名的摩索拉斯王陵墓的主要靈感來源。

## 沿革

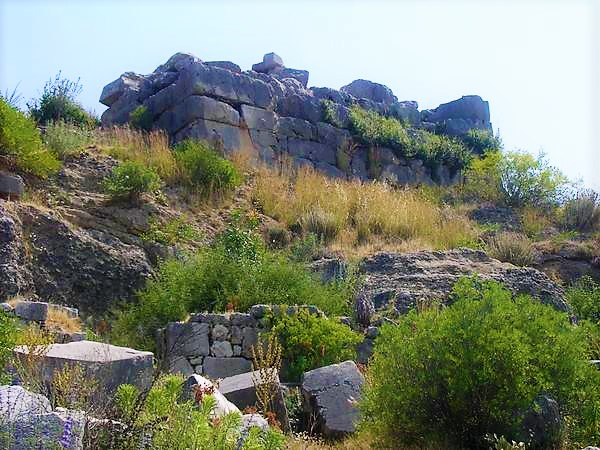
涅瑞伊得斯紀念碑的原始基座，位於克桑托斯。

### 背景
克桑托斯，又稱桑瑟斯（Xanthos）是呂基亞人的主要城邦，呂基亞人是安納托利亞西南部的土著民族。而克桑托斯城邦的許多墓葬都採用柱式墓的形式，這些墓葬由石製墓室建在大型石柱之上，屍體被放置在石結構的頂部，使其高於周圍的地形。這些墓葬主要是為了紀念自公元前6世紀中期到公元前4世紀中期統治呂基亞王朝的男性而建造的，它們有助於展示統治者在該地區的統治權。這些墓葬不僅作為紀念手段，以保留統治者的記憶，並採用了大量的希臘裝飾風格。
其中，克桑托斯是由國王統治的主要城邦，而城邦的王則處於阿契美尼德帝國的統治之下。通過修建柱式墓的傳統，克桑托斯展示了王朝統治的連續性。 在製作這些墓葬時，希臘後期古典藝術的主要觀念影響了克桑托斯的藝術形象。 這些石柱是由英國旅行家查爾斯·費羅斯爵士挖掘出來的，他是一位在黎凡特和小亞細亞進行挖掘的英國人，並於公元1848年將它們運到了大英博物館。

### 阿爾比納斯

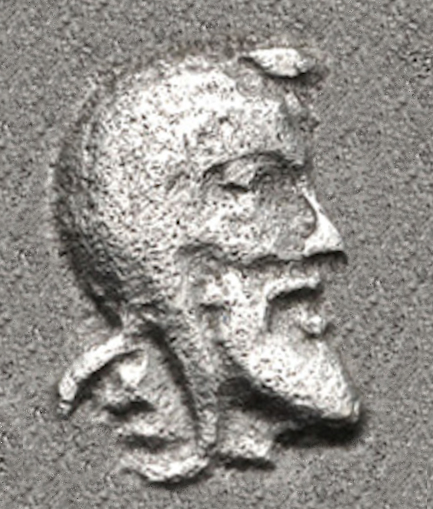
戴著阿契美尼德總督帽的阿爾比納斯。

呂基亞在公元前約540年被哈爾帕格征服，從而成為阿契美尼德帝國的一部分。這次征服過程被希羅多德和阿庇安詳細記載。在公元前5世紀的大部分時間裡，雅典統治著愛琴海沿岸的土地，包括呂基亞在內的眾多地方都向雅典的帝國纳贡，同時也向波斯納貢獻地稅。公元前約470年左右，有證據表明克桑托斯的木製墓地和廟宇遭受了一場大火的摧毀。這場火災很可能是由雅典的客蒙引起的，他為報復阿契美尼德波斯人及其盟友（包括呂基亞人）在公元前480年摧毀雅典，從而襲擊了克桑托斯的聖城，然而，克桑托斯的統治者庫普里利領導了人民用石頭重建了這些建築物。
公元前約440年，庫普里利的孫子克赫里加繼承了統治地位，之後克赫里加的兄弟克赫雷伊大約在公元前410年左右接替了他的地位。阿爾比納斯是克赫里加的兒子，但為了奪回自己的繼承權，他在公元前約390年不得不動用武力奪取克桑托斯和其他萊西亞城市的統治權。阿爾比納斯隨後統治了贊托斯的西萊西亞地區，並建造了涅瑞伊得斯紀念碑作為自己的陵墓。最後，他於公元前約370年去世，結束了他在克桑托斯的統治。

## 結構
儘管阿爾比納斯統治萊西亞時仍隸屬於阿契美尼德帝國，但這座紀念碑的建築風格卻受到了明顯的希臘影響，特別是雅典衛城上的雅典娜勝利神廟 。這種融合了希臘和波斯元素的風格在紀念碑上以豐富的敘事雕塑形式得以表現。
涅瑞伊得斯紀念碑的結構類似於神廟，其東西兩面各有四根柱子，而北南兩面則各有六根柱子。它聳立在堅固的台基之上，該台基上裝飾著兩組浮雕，其中一個較淺的浮雕位於較深的下方浮雕之上。在大英博物館的重建中，我們可以看到台基僅由兩組浮雕組成，上浮雕位於下浮雕之上。然而，根據費洛茲的草圖，實際的台基要高得多，下浮雕下方有兩行堅固的石塊，然後再有兩行石塊將下浮雕與上浮雕隔開 。此外，還有浮雕裝飾在额枋、內殿牆壁和山形牆上。
此外，紀念碑上還有許多大型獨立雕塑，其中包括位於主要柱子之間的涅瑞伊得斯雕像。

### 浮雕

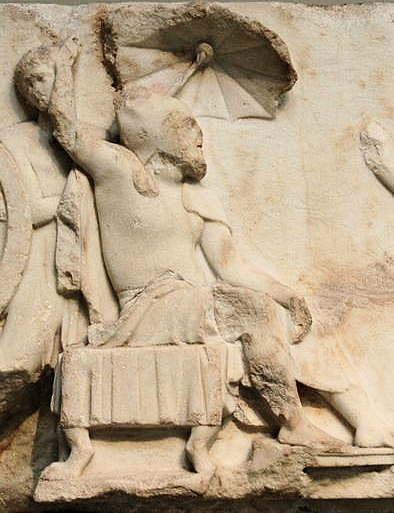
阿爾比納斯，涅瑞伊得斯紀念碑陵墓的主人和利西亞王朝的國王，穿著阿契美尼德服飾站在涅瑞德紀念碑上
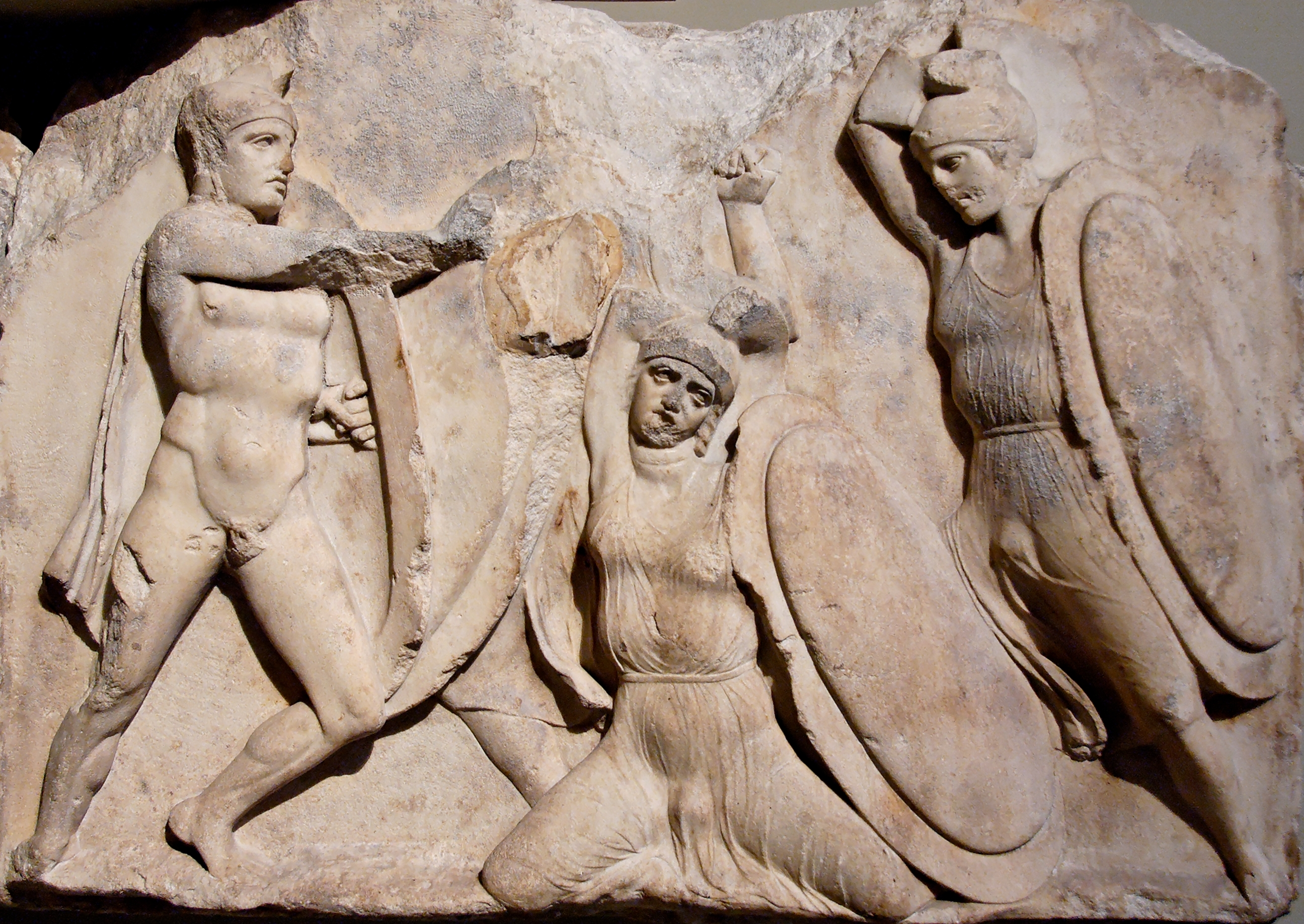
一名年輕的戰士死去。與更大的台基浮雕相隔
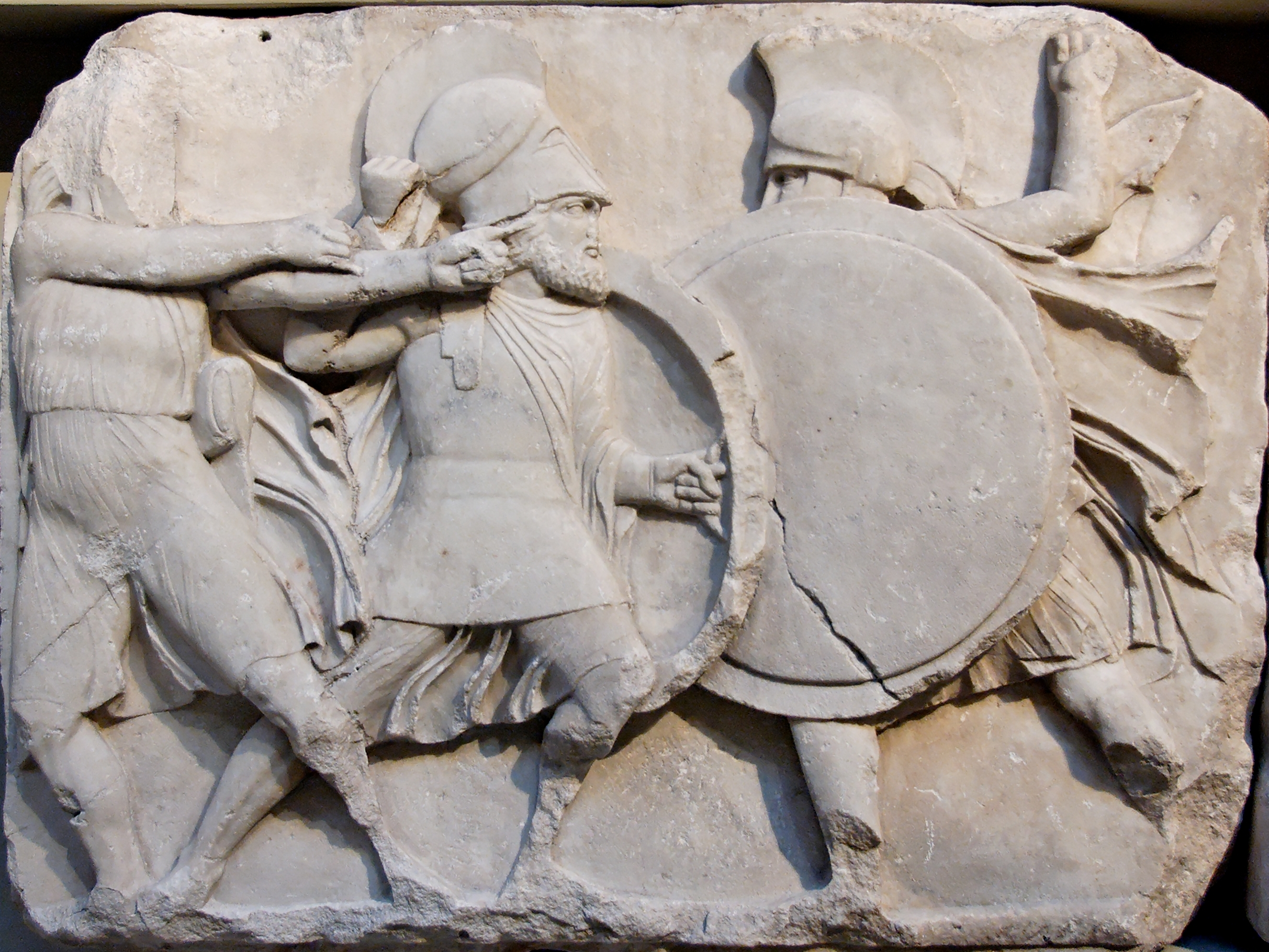
戰鬥中的戰士
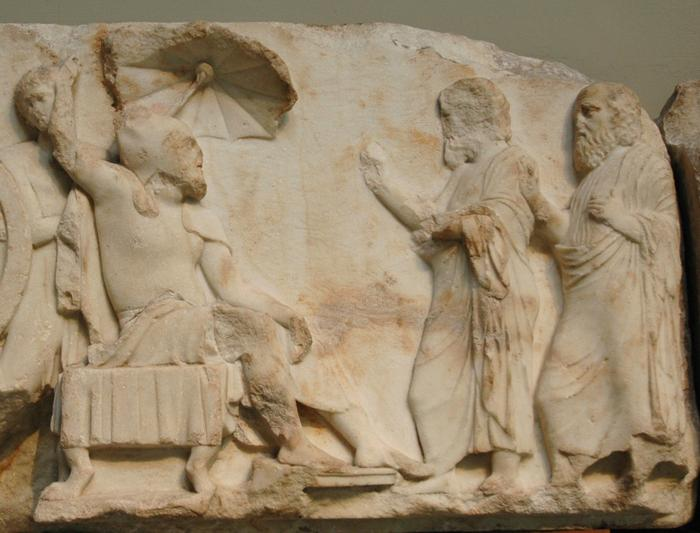
身著波斯服飾的阿爾比納斯接見使者。上層講台楣板的場景
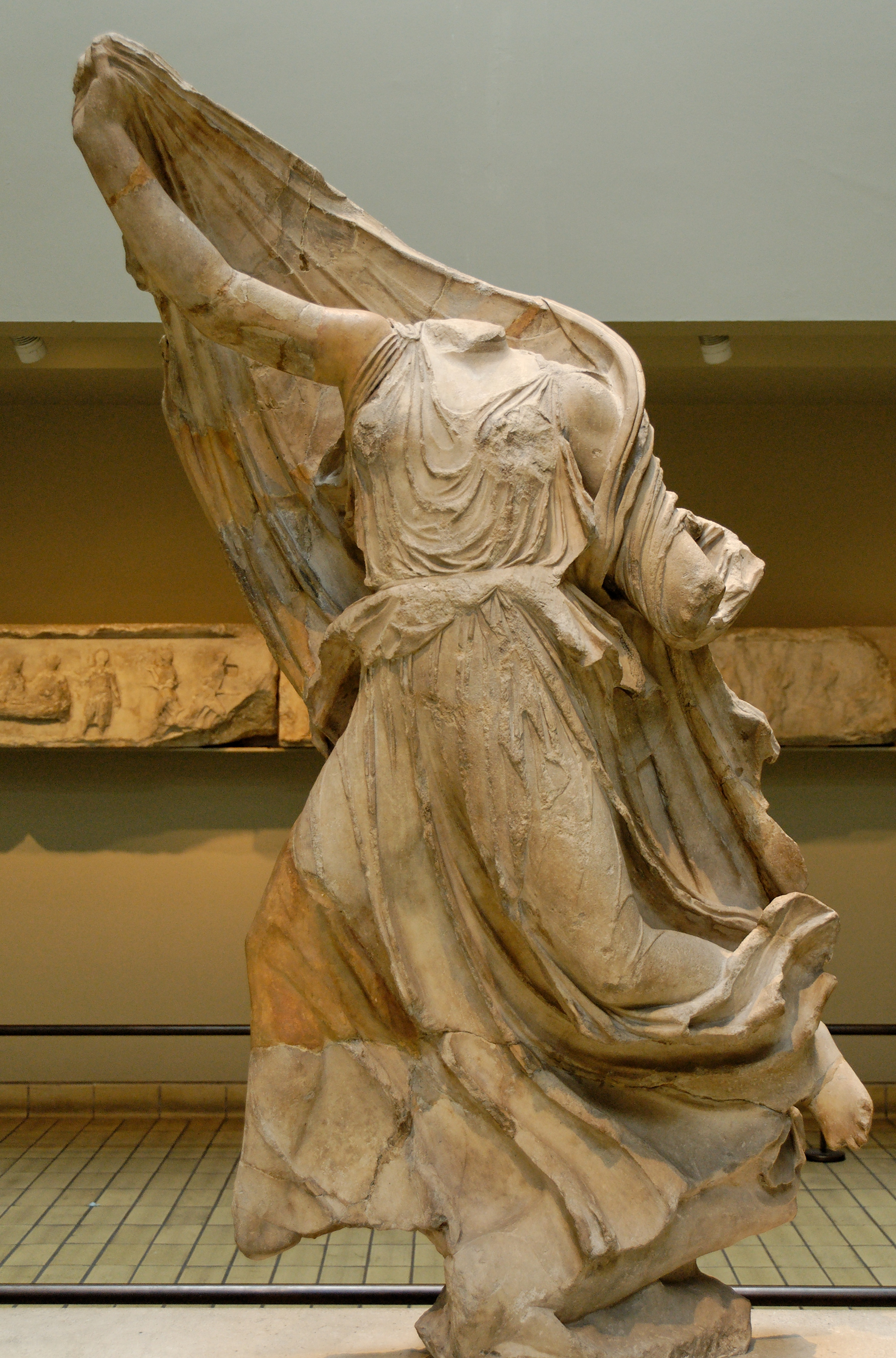
涅瑞伊得斯雕像

#### 台基浮雕
這一部分由22塊石塊組成，雖然有七塊石塊已經失落，但現存的板塊呈現出英勇的戰斗場面。雖然沒有明確的整體敘事，但這些浮雕主要描繪了身穿希臘服裝和盔甲的男性士兵在激戰中的場景。與同一時期的其他浮雕不同，這些士兵並沒有與亞馬遜女戰士、半人馬或明顯的外國人進行對抗，而是呈現出一種純粹的希臘軍事場景。

#### 上台基浮雕
較淺的上浮雕也由22塊石塊組成，其中三塊已失落。這部分浮雕描繪了對一座城市的圍攻，城市被描繪成萊西亞的城齒形象。這些浮雕被認為代表了阿爾比納斯為確保自己繼承領導權而征服呂基亞城市的情景。阿爾比納斯以不同的方式被描繪，包括坐在帶傘的波斯風格座位上，雙腳踩在腳凳上。士兵的形像多種多樣，包括全副武裝的古希臘重裝步兵和弓箭手，還有被帶走的俘虜以及攀登城牆的圍攻者。

#### 额枋浮雕
额枋上的浮雕相對較簡單，更樸素，但同樣描繪了戰鬥場面，此外還包括野豬狩獵、攜帶供品的人物以及宴會的準備。

#### 內殿浮雕
位於內殿外牆頂部的浮雕因被柱子遮擋而可見度較低。這一部分包含祭祀和宴會的場景。在宴會上，有兩個人躺在自己的躺椅上，其中一個被認為是阿爾比納斯，他比其他所有宴會的人物都要大，另一個可能是他的兒子。在這裡，阿爾比納斯被描繪成頭髮和鬍鬚像波斯或亞述的國王，手持著波斯酒杯。

### 山牆
紀念碑的獨特之處在於其山牆的裝飾，與大多數希臘建築物的山牆上完全圓雕雕塑不同，它涅瑞伊得斯紀念碑採用了浮雕的方式來呈現場景。東山牆上的浮雕場景展示了阿爾比納斯和他的妻子坐在一起，伊恩·詹金斯|認為這受到了帕德嫩神廟東山牆上宙斯和赫拉的描繪的啟發。此外，還有較小的人物形象，這些人物被認為代表了統治家族的孩子以及寵物狗
而在西山牆上有兩個面板組成的浮雕，僅有一個面板倖存至今。與東側的靜態家庭場景形成鮮明對比，這個西山牆上的場景展示了戰鬥中的士兵，呈現了更加動態和激烈的畫面。

#### 涅瑞伊得斯雕像
涅瑞伊得斯雕像是該建築的一大特色， 真人大小的雕像構成了紀念碑的重要組成部分。目前，涅瑞伊得斯雕像的數量總共有11尊，它們被精心佈置在陵墓的不同部分。其中，東側和西側的柱子之間以及北側都有涅瑞伊得斯雕像，據學者詹金斯的推測，南側可能從未設置涅瑞伊得斯雕像。
這些雕像具體描繪了女性，她們身穿長袍，被認定為海女神。這一認定的依據之一是，在其中七尊雕像的腳下，發現了雕刻的海洋生物，如海豚、烏賊以及可能是海鷗的鳥。儘管通常被稱為涅瑞伊得斯，但瑟斯坦·羅賓遜提出了一個不同的觀點，認為這種稱呼是希臘觀點的一種強加，他認為這些雕像應該被視為海倫娜（eliyãna），這是與萊西亞地區淡水來源相關的神祇，並且在萊頓的三語銘文中有所提及，銘文位於距離紀念碑遺址幾公里以南的地方。

#### 其他人物
除了涅瑞伊得斯雕像之外，紀念碑還包括其他各種人物的雕像。其中一些雕像被置放在建築裝飾座，這些雕像位於山頂和山頂的角上。兩個主要倖存的建築裝飾座包括一對年輕男子和一對年輕女子。這些雕像的解釋有多種，可能與古代神話故事有關，如留基伯的女兒被孿生兄弟卡斯托耳和波鲁克斯強姦，或涅瑞伊得斯被佩琉斯劫持，或者與赫拉克勒斯的英勇業績有關。

## 重新發現

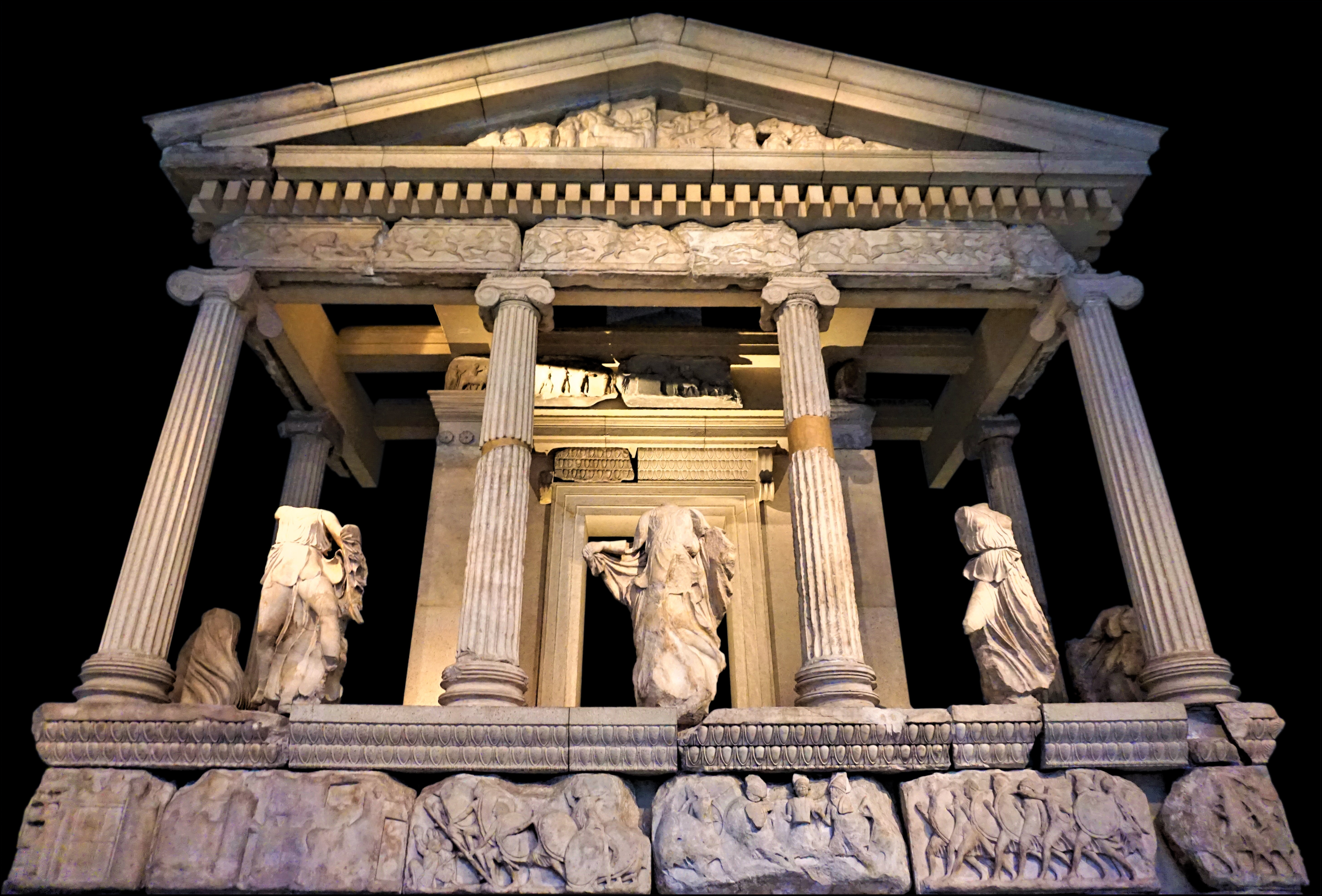
重建的涅瑞伊得斯紀念碑

紀念碑持續保存到到拜占庭時代。並在某個時期遭到拆毀，當地的基督徒將其解體以獲取其中的寶貴石材和金屬。
涅瑞伊得斯紀念碑的遺跡和雕塑在19世紀40年代初重新被發現，這一考古調查的領導者是英國考古學家查爾斯·費羅斯，喬治·沙夫也是該隊的成員之一。費羅斯最初的研究結論認為這座紀念碑是為哈爾帕格而建，哈爾帕格是希羅多德記載的呂基亞歷史上的主要人物，將其置於公元前6世紀。然而，很快就意識到建築和雕塑的風格與此不符，因此確定其建造年代必須至少追溯到一個世紀之後。直到20世紀末學界才達成了一種共識，即這座墓室的建造年代應追溯到公元前390年至公元前380年左右，而且很可能是屬於阿爾比納斯的陵墓。
費羅斯將這些重要的遺物送往大英博物館。由於當時並沒有詳細記錄每個物品的發現位置，博物館不得不依靠探險隊的繪圖、石塊上的標記以及雕塑的構圖和風格來推斷這些石塊和雕塑應該如何合理組合在一起。在博物館內，東立面的重建工程始於1969年，位於博物館的17號展廳，該展廳還收藏了許多其他紀念碑的部分。

### 來源
1. 1 2  Sturgeon 2000, p. 59
2. ↑  Michailidis 2009，第253頁.
3. ↑  André-Salvini, Béatrice. . University of California Press. 2005: 46. ISBN 9780520247314 （英语）.
4. 1 2 3  Neer, Richard. . New York, New York: Thames & Hudson. 2012: 341. ISBN 978-0-500-28877-1.
5. ↑  Keen, Anthony. . Anatolian Studies. 1992, 42: 53–63. JSTOR 3642950. S2CID 161228800. doi:10.2307/3642950.
6. ↑  . The British Museum.   [2023-09-05]. （原始内容存档于2017-12-05）.
7. ↑  Jenkins 2006, p. 155
8. ↑  Jenkins 2006, p. 23
9. ↑  Jenkins 2006,  pp. 155–158; Coins of Kuprilli, Kheriga and Erbbina (Arbinas) on www.AsiaMinorCoins.com （页面存档备份，存于）
10. ↑  British Museum. .   [2 July 2010]. （原始内容存档于2015-09-28）.
11. ↑  Jenkins 2006, p. 187
12. 1 2  Fellows, Charles, , John Murray, 1848, OCLC 15240315
13. 1 2  Sturgeon 2000, p. 60
14. ↑  Jenkins 2006, p. 188
15. ↑  Jenkins 2006, pp. 190-192
16. ↑  Jenkins 2006, pp. 192-195
17. ↑  Marble frieze slab from the Nereid Monument （页面存档备份，存于） British Museum page, ref GR 1848.10-20.62 (Sculpture 879)
18. ↑  Jenkins 2006, p. 194
19. ↑  Jenkins 2006, p. 195
20. ↑  Jenkins 2006, p. 196
21. ↑  Banqueting scene from cella frieze 的存檔，存档日期2015-10-18. British museum page, ref GR 1848.10-20.97 (Sculpture 903)
22. ↑  Jenkins 2006, p. 199
23. ↑  One of the Nereids 的存檔，存档日期2015-10-17. British Museum page, ref GR 1848.10-20.81 (Sculpture 909)
24. ↑  Robinson, Thurstan, , Oxford Journal of Archaeology, 1995, 14 (3): 355–359, doi:10.1111/j.1468-0092.1995.tb00069.x
25. ↑  Jenkins 2006, p. 198
26. 1 2  Jenkins 2006, p. 186
27. ↑  Jenkins 2006, pp. 186-188

## 書籍
- Michailidis, Melanie. . Gacek, Tomasz; Pstrusińska, Jadwiga  (编). . Cambridge Scholars Publishing. 2009. ISBN 978-1443815024.
- Sturgeon, Mary C, , de Grummond, Nancy Thomson; Ridgway, Brunilde Sismondo  (编), , University of California Press, 2000, ISBN 978-0-520-22327-1
- Jenkins, Ian, , Harvard University Press, 2006, ISBN 978-0-674-02388-8
- Burn, Lucilla, , Thames and Hudson, 1991, ISBN 978-0-500-27657-0
- Boardman, John, , World of Art, Thames and Hudson, 1995, ISBN 978-0-500-20285-2